# Verloren Kosttoren

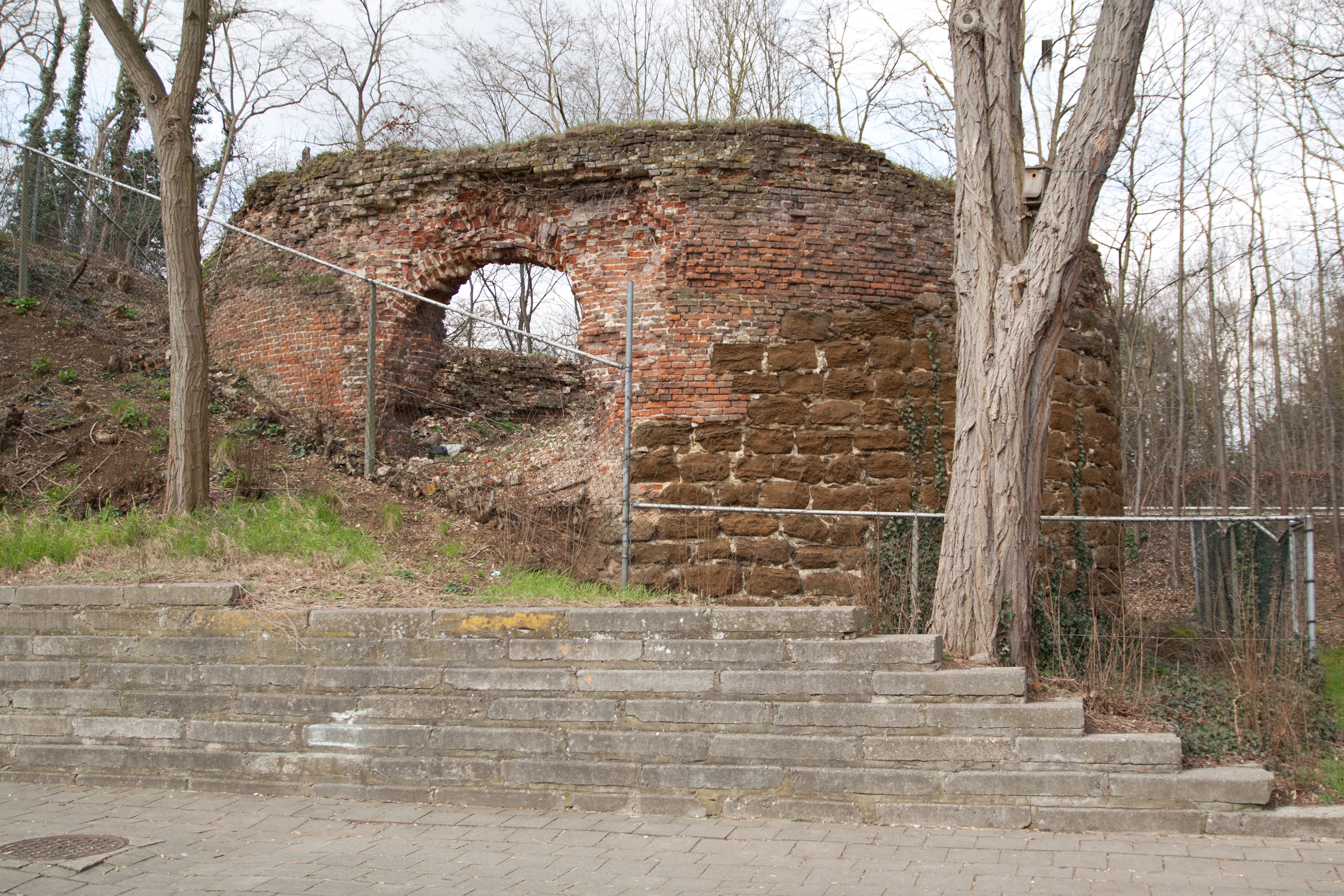
Overblijfselen van de Verloren Kosttoren aan de Mechelsevest

De Toren van Verloren Kost (1463-1787), oorspronkelijk Grote Toren genoemd, was de hoogste vestingtoren van de buitenste stadsmuren van Leuven (België, provincie Vlaams-Brabant). De naam Verloren Kost komt van de hoge kostprijs voor de stad Leuven om hem te bouwen. Uiteindelijk heeft de toren, militair gesproken, nauwelijks gediend.

## Historiek
De Grote Toren herinnert aan de militaire bouwstijl van de vijftiende eeuw. Hij was onderdeel van de tweede stadsmuur en bevond zich tussen de Wijngaardenpoort (vandaag: Brusselsepoort) enerzijds en anderzijds de Wilselse Poort of Buitenburchtpoort of Bergpoort (vandaag: Mechelsepoort). In 1462 tekende Mathieu de Layens het bouwplan; op dat moment stonden de stadswallen er al. Hij metselde zelf met zijn metsers de Grote Toren. Alzo bewees Mathieu de Layens dat hij niet alleen burgerlijke en kerkelijke gebouwen kon neerzetten, maar ook een militair vestingsgebouw.
De bouw van de Grote Toren sleepte ettelijke jaren aan. Hij lag op de hoogste heuvel buiten Leuven. De gemetselde toren kreeg een houten dakconstructie met loden afwerking en bladgoud erop. Deze toren was vijfmaal hoger dan de andere torens van de vestingmuren.
Vanaf de zestiende eeuw zat een stadswacht op de uitkijk boven in de toren. Hij had er een rode vlag en een witte vlag, de kleuren van het wapen van Leuven. De toren werd in 1634 enigszins gerestaureerd doch dit was nutteloos, want in 1635 werd de toren erg beschadigd tijdens het Beleg van Leuven. Tijdens een storm in 1674 vloog de dakconstructie weg en stond de toren voortaan bovenaan open.
Tijdens het Oostenrijks bestuur in de Zuidelijke Nederlanden diende de toren als gevangenis (tot 1750). Van 1750 tot 1770 liep iedereen er vrij in en uit; Leuvenaars bewonderden er het uitzicht over de stad en de wijde omgeving. In 1770 sloot het stadsbestuur van Leuven de toegang af wegens te gevaarlijk. De toren diende nog even als opslagkamer voor buskruit (1780). In 1787 verkocht de stad de Verloren Kosttoren aan een particulier en deze brak de toren af. Sinds 1998 is de ruïne beschermd als monument.

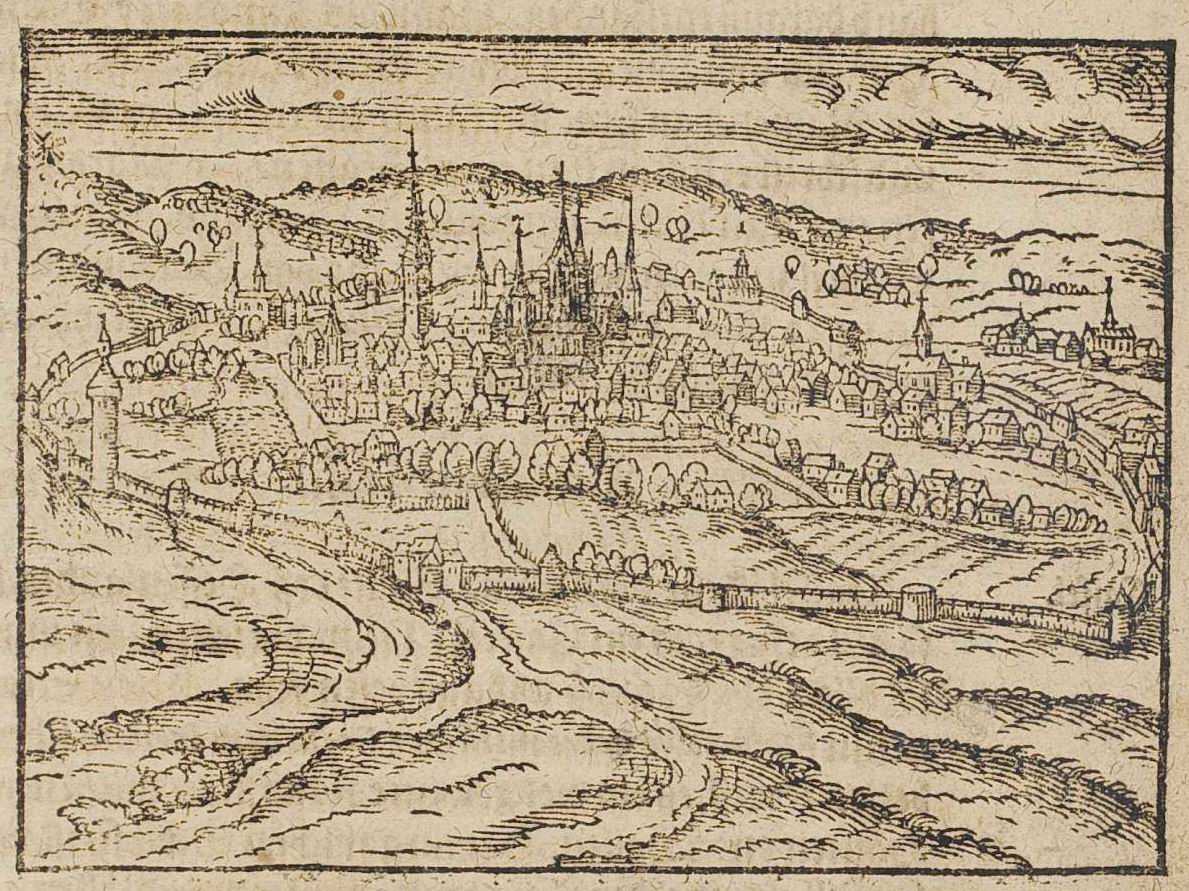
Vooraan links in de middeleeuwse stadswallen, de Verloren Kosttoren
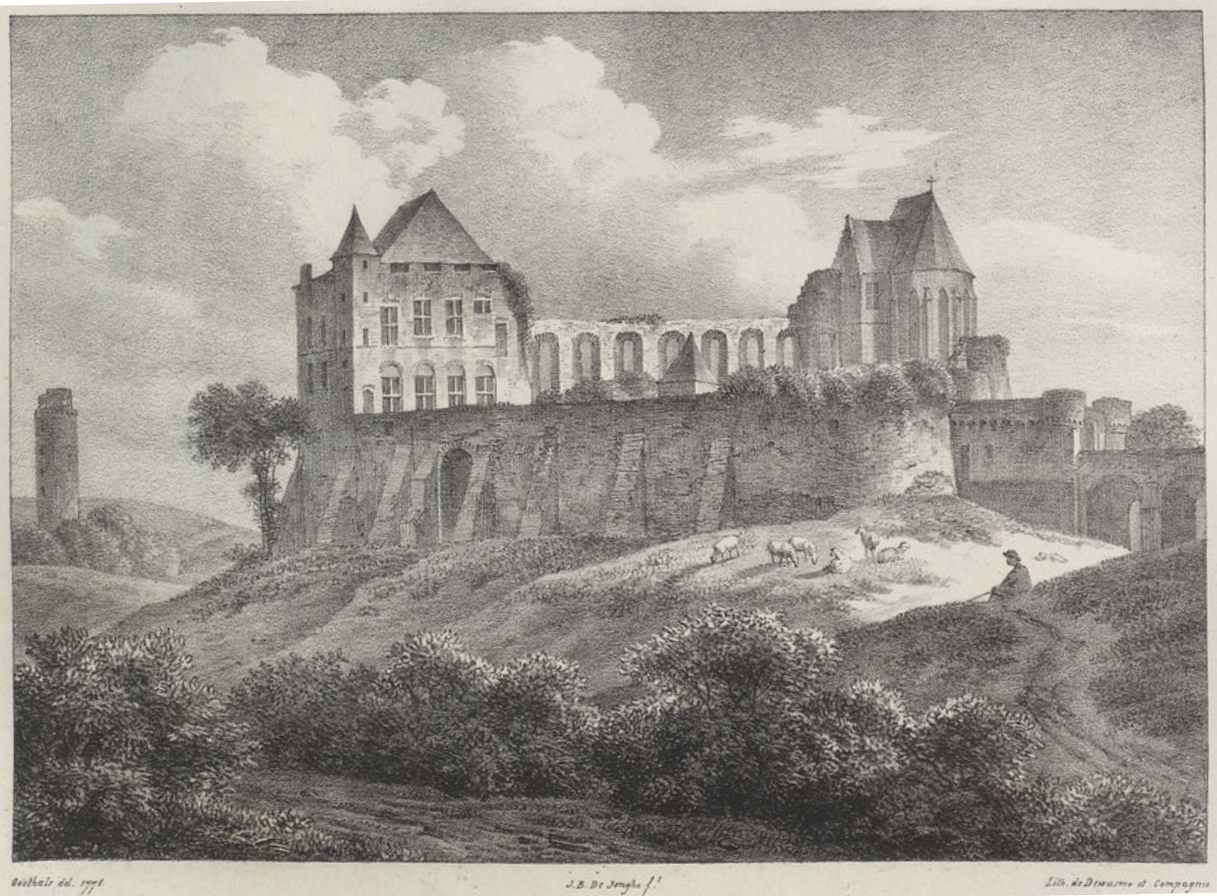
Links van het vervallen kasteel Keizersberg, de ruïneuze Verloren Kosttoren. De tekening dateert uit 1778, negen jaar voor de afbraak van de toren.
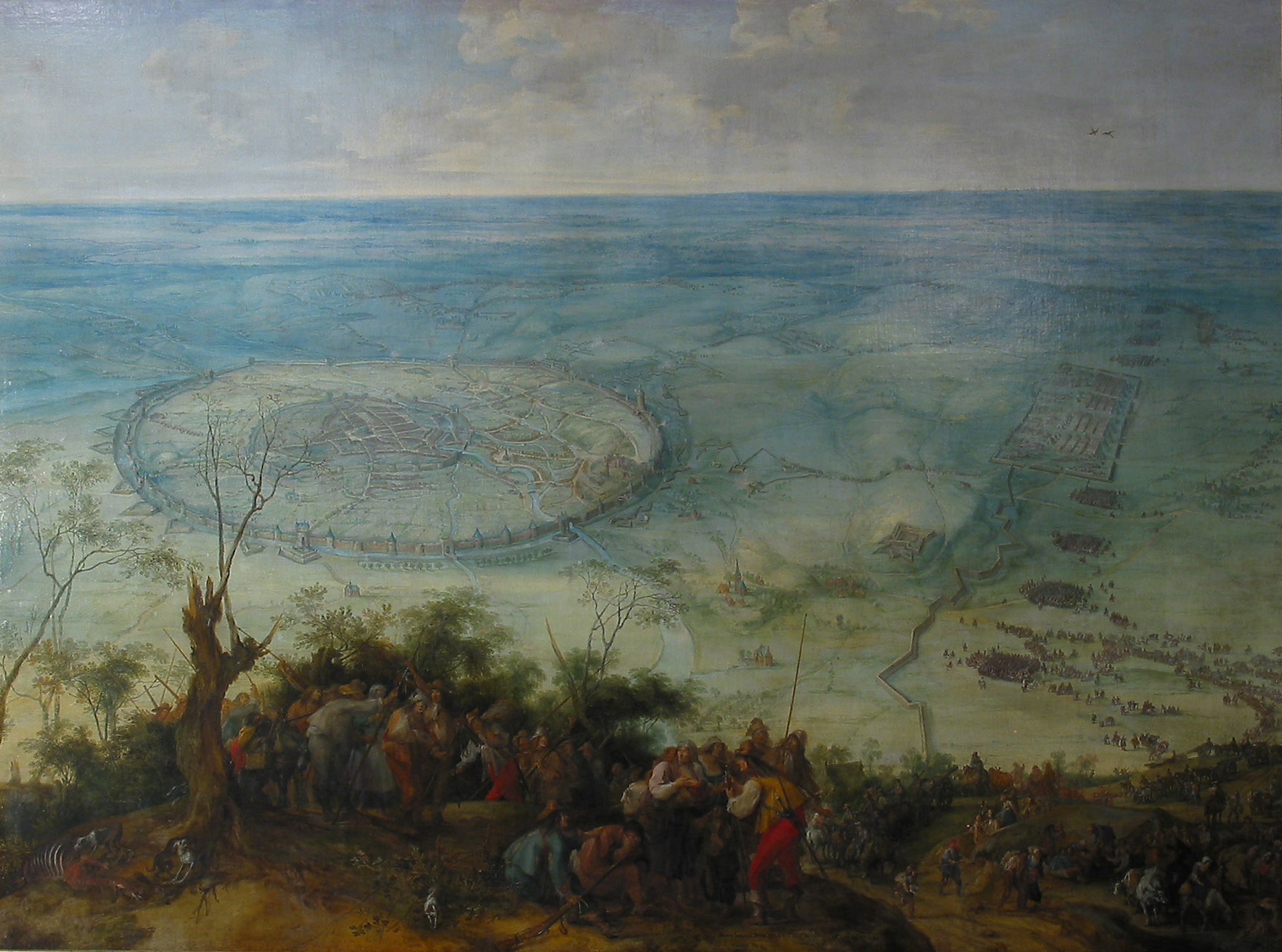
Rechts in de omwallingen is de Grote Toren tijdens het Beleg van Leuven weergegeven